# Bleigny-le-Carreau
Ne doit pas être confondu avec Blegny ou Bligny.
Bleigny-le-Carreau est une commune française située dans le département de l'Yonne, en région Bourgogne-Franche-Comté.
Bleigny-le-Carreau fait partie de l'agglomération d'Auxerre, c'est une commune membre de la communauté de l’Auxerrois.

## Géographie
La commune est à dix kilomètres environ d'Auxerre, dans la direction de Chablis ou encore Ligny-le-Châtel.
Elle est perchée sur une colline, celle-ci posée sur un plateau, balayant l'horizon sur plusieurs dizaines de kilomètres. Cette colline, née d’une faille située à son pied au levant (la faille de Quenne), est le point où l'assise atteint son point culminant sur la rive droite de l'Yonne ; c'est aussi là qu'elle commence à prendre le faciès occidental de la Puisaye. Sa principale forêt est située à l'ouest, le Thureau de Saint-Denis.
Le hameau, Thorigny, est situé à l'ouest du village, dans un vallon au pied du Thureau de Saint-Denis, entre la forêt et le ruisseau du Carreau.

### Climat
Pour des articles plus généraux, voir Climat de la Bourgogne-Franche-Comté et Climat de l'Yonne.
En 2010, le climat de la commune est de type climat océanique dégradé des plaines du Centre et du Nord, selon une étude du Centre national de la recherche scientifique s'appuyant sur une série de données couvrant la période 1971-2000. En 2020, Météo-France publie une typologie des climats de la France métropolitaine dans laquelle la commune est exposée à un climat océanique altéré et est dans la région climatique  Lorraine, plateau de Langres, Morvan, caractérisée par un hiver rude (1,5 °C), des vents modérés et des brouillards fréquents en automne et hiver. 
Pour la période 1971-2000, la température annuelle moyenne est de 10,8 °C, avec une amplitude thermique annuelle de 15,5 °C. Le cumul annuel moyen de précipitations est de 814 mm, avec 12,1 jours de précipitations en janvier et 7,7 jours en juillet. Pour la période 1991-2020, la température moyenne annuelle observée sur la station météorologique de Météo-France la plus proche, « Chablis_sapc », sur la commune de Chablis à 9 km à vol d'oiseau, est de 11,6 °C et le cumul annuel moyen de précipitations est de 740,3 mm. 
La température maximale relevée sur cette station est de 42,6 °C, atteinte le 25 juillet 2019 ; la température minimale est de −24,2 °C, atteinte le 16 janvier 1985,,. 
Les paramètres climatiques de la commune ont été estimés pour le milieu du siècle (2041-2070) selon différents scénarios d'émission de gaz à effet de serre à partir des nouvelles projections climatiques de référence DRIAS-2020. Ils sont consultables sur un site dédié publié par Météo-France en novembre 2022.

## Urbanisme

### Typologie
Au 1er janvier 2024, Bleigny-le-Carreau est catégorisée commune rurale à habitat dispersé, selon la nouvelle grille communale de densité à sept niveaux définie par l'Insee en 2022.
Elle est située hors unité urbaine. Par ailleurs la commune fait partie de l'aire d'attraction d'Auxerre, dont elle est une commune de la couronne,. Cette aire, qui regroupe 104 communes, est catégorisée dans les aires de 50 000 à moins de 200 000 habitants,.

### Occupation des sols
L'occupation des sols de la commune, telle qu'elle ressort de la base de données européenne d’occupation biophysique des sols Corine Land Cover (CLC), est marquée par l'importance des territoires agricoles (65,1 % en 2018), une proportion identique à celle de 1990 (65,1 %). La répartition détaillée en 2018 est la suivante : 
terres arables (51 %), forêts (32,4 %), prairies (14,1 %), zones urbanisées (2,5 %). L'évolution de l’occupation des sols de la commune et de ses infrastructures peut être observée sur les différentes représentations cartographiques du territoire : la carte de Cassini (XVIIIe siècle), la carte d'état-major (1820-1866) et les cartes ou photos aériennes de l'IGN pour la période actuelle (1950 à aujourd'hui).

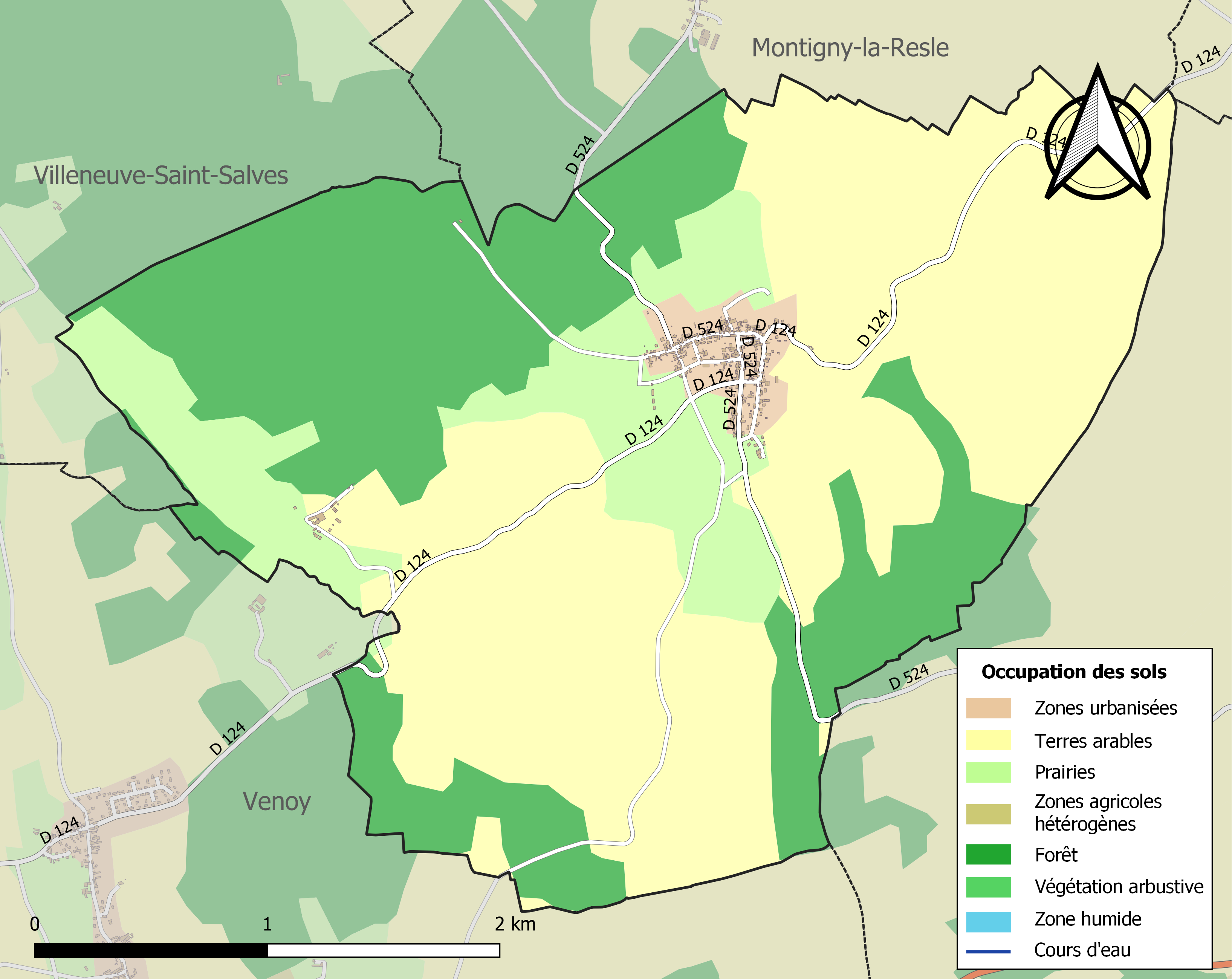
Carte des infrastructures et de l'occupation des sols de la commune en 2018 (CLC).

## Toponymie
Le nom de la localité est attesté sous les formes en 1146 une citation où le village apparaît sous le nom de Blaniacus en 1146 ; Bladiniacum / Blenacum en 1151 ; Blania en 1169 ; Blaeniacum en 1180 ; Blagniacum en 1188 et enfin Bleigny en 1342 ; Bleigny-le-Carreau au XVIe siècle
Il s'agit d'une formation toponymique gallo-romaine en -(i)acum, suffixe d'origine gauloise s'attachant au nom du propriétaire. Le premier élément Bleign- représente le nom de personne germanique Bladinus
Le gentilé est Bleignacois.

## Politique et administration
| Période   | Période | Identité             | Étiquette | Qualité     |
| --------- | ------- | -------------------- | --------- | ----------- |
| 1971      | 1995    | Michel CALLEMENT     |           | Viticulteur |
| 1995      | 2007    | Sylvian PLUOT        |           |             |
| mars 2007 | 2020    | Jean François Truchy |           |             |

## Démographie
L'évolution du nombre d'habitants est connue à travers les recensements de la population effectués dans la commune depuis 1793. Pour les communes de moins de 10 000 habitants, une enquête de recensement portant sur toute la population est réalisée tous les cinq ans, les populations de référence des années intermédiaires étant quant à elles estimées par interpolation ou extrapolation. Pour la commune, le premier recensement exhaustif entrant dans le cadre du nouveau dispositif a été réalisé en 2004.

En 2022, la commune comptait 282 habitants, en évolution de −6,31 % par rapport à 2016 (Yonne : −1,95 %, France hors Mayotte : +2,11 %).
| 1793 | 1800 | 1806 | 1821 | 1831 | 1836 | 1841 | 1846 | 1851 |
| ---- | ---- | ---- | ---- | ---- | ---- | ---- | ---- | ---- |
| 359  | 424  | 407  | 412  | 432  | 431  | 428  | 423  | 434  |

| 1856 | 1861 | 1866 | 1872 | 1876 | 1881 | 1886 | 1891 | 1896 |
| ---- | ---- | ---- | ---- | ---- | ---- | ---- | ---- | ---- |
| 402  | 394  | 391  | 392  | 392  | 362  | 359  | 337  | 320  |

| 1901 | 1906 | 1911 | 1921 | 1926 | 1931 | 1936 | 1946 | 1954 |
| ---- | ---- | ---- | ---- | ---- | ---- | ---- | ---- | ---- |
| 315  | 316  | 311  | 261  | 248  | 230  | 231  | 216  | 176  |

| 1962 | 1968 | 1975 | 1982 | 1990 | 1999 | 2004 | 2006 | 2009 |
| ---- | ---- | ---- | ---- | ---- | ---- | ---- | ---- | ---- |
| 169  | 174  | 232  | 232  | 232  | 237  | 295  | 317  | 308  |

| 2014 | 2019 | 2022 | - | - | - | - | - | - |
| ---- | ---- | ---- | - | - | - | - | - | - |
| 307  | 283  | 282  | - | - | - | - | - | - |

## Culture locale et patrimoine

### Lieux et monuments
Patrimoine civil
- Le dolmen de Bleigny-le-Carreau, pierre mystérieuse classée au titre des monuments historiques à tort comme dolmen par décret ministériel du 3 janvier 1889[18].
- Le lavoir du Buisson, situé à côté de la source du Carreau à Thorigny, est un lavoir entouré et couvert depuis 1898.

Patrimoine religieux
- L'église Saint-Pierre. Bâtiment relativement jeune puisqu'il a été reconstruit en 1845-1847 après l'incendie de 1836 qui détruisit une partie du village. Le nouveau plan est basé sur une croix latine, à une seule nef dans un style ogival.

## Pour approfondir